# سوان (تكساس)
سوان (بالإنجليزية: Swan)‏ هي مدينة أمريكية تقع في ولاية تكساس.